# 密集攻击

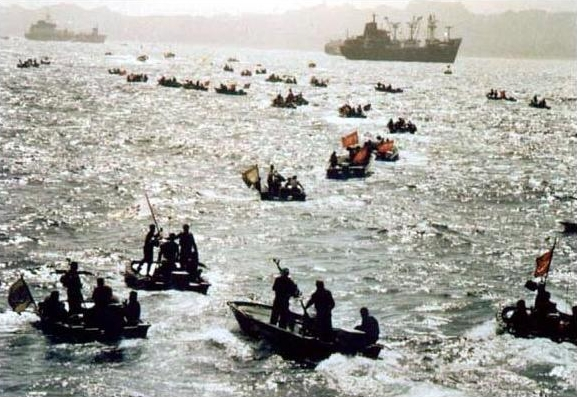
两伊战争中的伊斯蘭革命衛隊海軍快艇使用集群戰術進行密集攻擊

密集攻击是一种将己方兵力扩充至最大限度并以此使敌方防线崩溃或将己方防御力最大化的軍事戰術。从另一方面来讲，被攻击方也能进行反密集攻击，抵消或反抗攻方的密集攻击。密集攻击常见于非對稱作戰中，交战双方兵力或实力差距悬殊。